# Landesunmittelbarkeit
Die  Landesunmittelbarkeit  ergibt sich aus dem Sozialgesetzbuch und regelt die staatliche Aufsicht über die gesetzlichen Versicherungsträger.
So bestimmt der § 90 SGB IV, dass die Aufsicht über Versicherungsträger, deren Zuständigkeitsbereich sich nicht über mehr als drei Bundesländer erstreckt, von den für die Sozialversicherung zuständigen obersten Verwaltungsbehörden der Länder erfolgt.
Erstreckt sich der Zuständigkeitsbereich darüber hinaus (bundesunmittelbare Versicherungsträger) führt das Bundesamt für Soziale Sicherung die Aufsicht. Auf den Gebieten der Prävention in der gesetzlichen Unfallversicherung ist das BMAS und bei der Unfallkasse Post und Telekom das BMF zuständig.